# 了徳寺のオハツキイチョウ

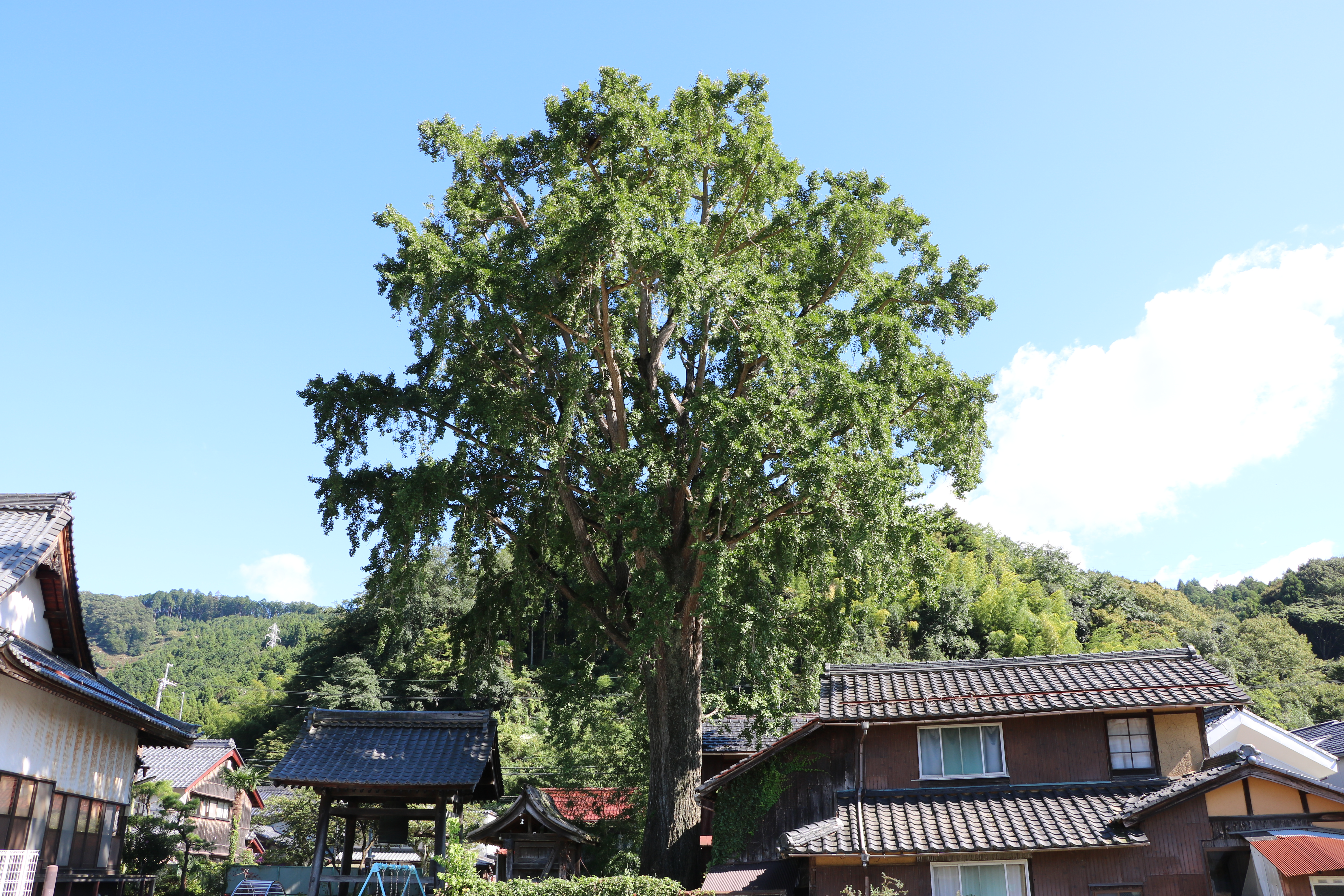
了徳寺のオハツキイチョウ。2019年9月8日撮影。

了徳寺のオハツキイチョウ（りょうとくじのオハツキイチョウ）は、滋賀県米原市醒井にある国の天然記念物に指定されたオハツキイチョウである。
国の天然記念物に指定されたオハツキイチョウは日本全国に7件あるが、そのうちの1件であり、1929年（昭和4年）12月17日に国の天然記念物に指定された。推定樹齢は約165年と言われており、垂れ下がった小枝が多く目立ち、樹勢はきわめて盛んである。

## 解説

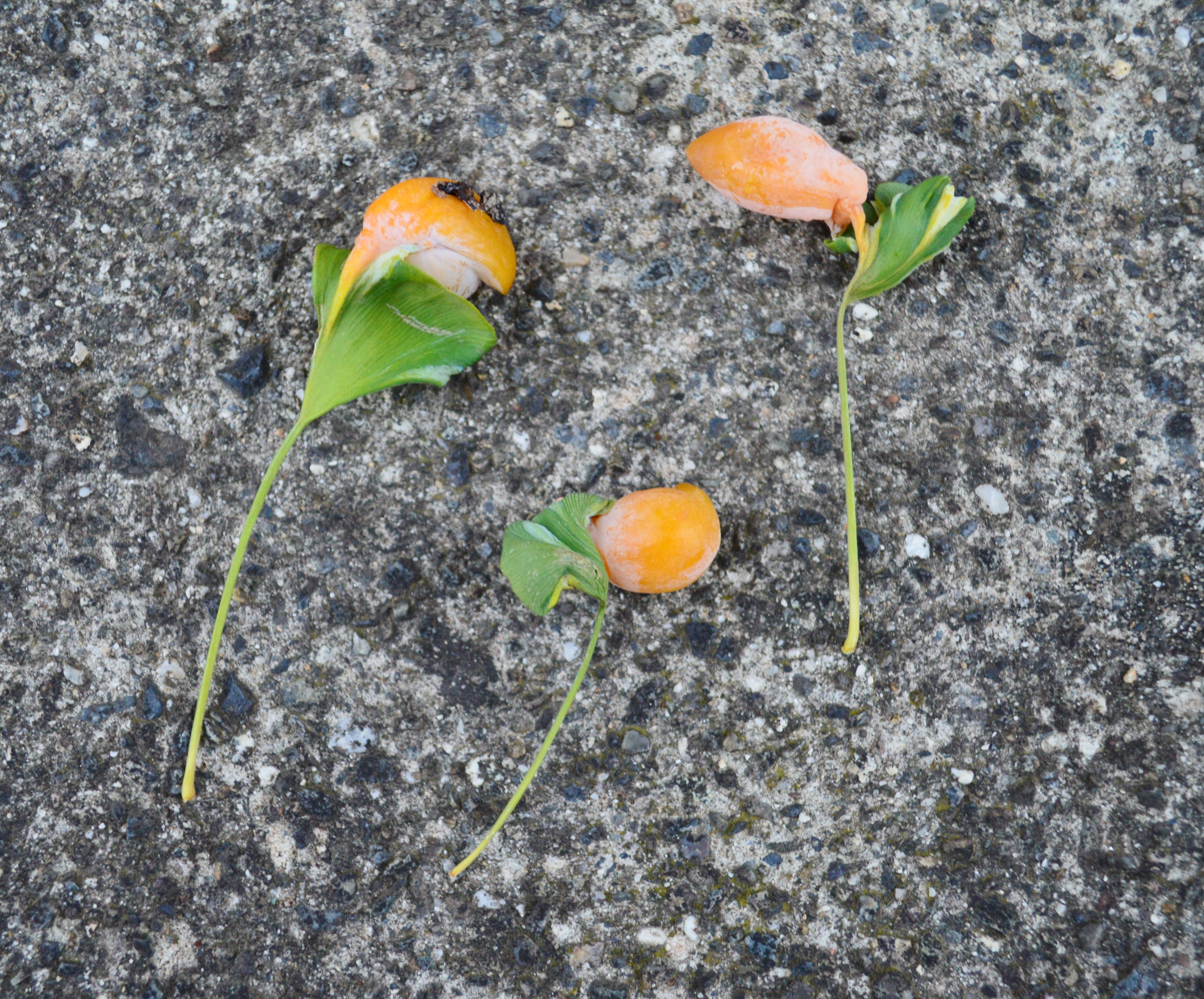
了徳寺のオハツキイチョウの実。葉にギンナンが付く。 2017年10月1日撮影。

了徳寺のオハツキイチョウは、滋賀県北東部の米原市醒井（さめがい）にある浄土真宗本願寺派了徳寺の境内に生育している。この寺院は中山道61番目の宿場である醒ヶ井宿の中ほどにあり、夏季には梅花藻の咲く清流で知られる地蔵川に架かる居醒橋（いさめばし）から東へ50メートルほど行った旧中山道沿いの北側に位置している。
国の天然記念物に指定されたオハツキイチョウは、街道筋から山門を少し入った了徳寺境内の西隅に生育しているが、樹高が高いため宿場建物の屋根越しからも樹幹上部が見える。
オハツキイチョウの「オハツキ」は漢字で「御葉附」と書く、葉の表面や小枝の先端部にギンナンが結実するイチョウの変種であり、日本国内では20数本が確認されているが、国の天然記念物に指定されているのは了徳寺のオハツキイチョウを含め7本のみである。なお、滋賀県内では守山市の東門院のオハツキイチョウ（同市指定天然記念物）、大津市の盛安寺のオハツキイチョウが知られている。
通常のイチョウ同様にオハツキイチョウも雌雄異株であるが、了徳寺のオハツキイチョウは雌株である。国の天然記念物に指定された1929年（昭和4年）当時は、目通り幹囲約2.5メートルであったが、1995年（平成7年）に講談社より発行された『日本の天然記念物』では、幹囲は4.3メートルほどに成長し、樹高約20メートル、地上から約8メートルのところで枝分かれし、多数の枝垂れた小枝が目立つと解説されている。
了徳寺のオハツキイチョウは毎年8月から11月にギンナンを多数つけるが、その一部が葉の縁に現れる御葉附であり、1枚の葉につき通常は1～2個、多いものでは5～8個のギンナンをつける。また、本樹のギンナンは発育が不完全で、小さくて楕円形の細長いものが多く、通常のギンナンと著しく形状が異なっている。
地域では昔から「花も咲かずに実のなる木」「花も咲かず葉から実がなる不思議な御葉附き銀杏」と呼ばれて知られ、大切に保護されている。

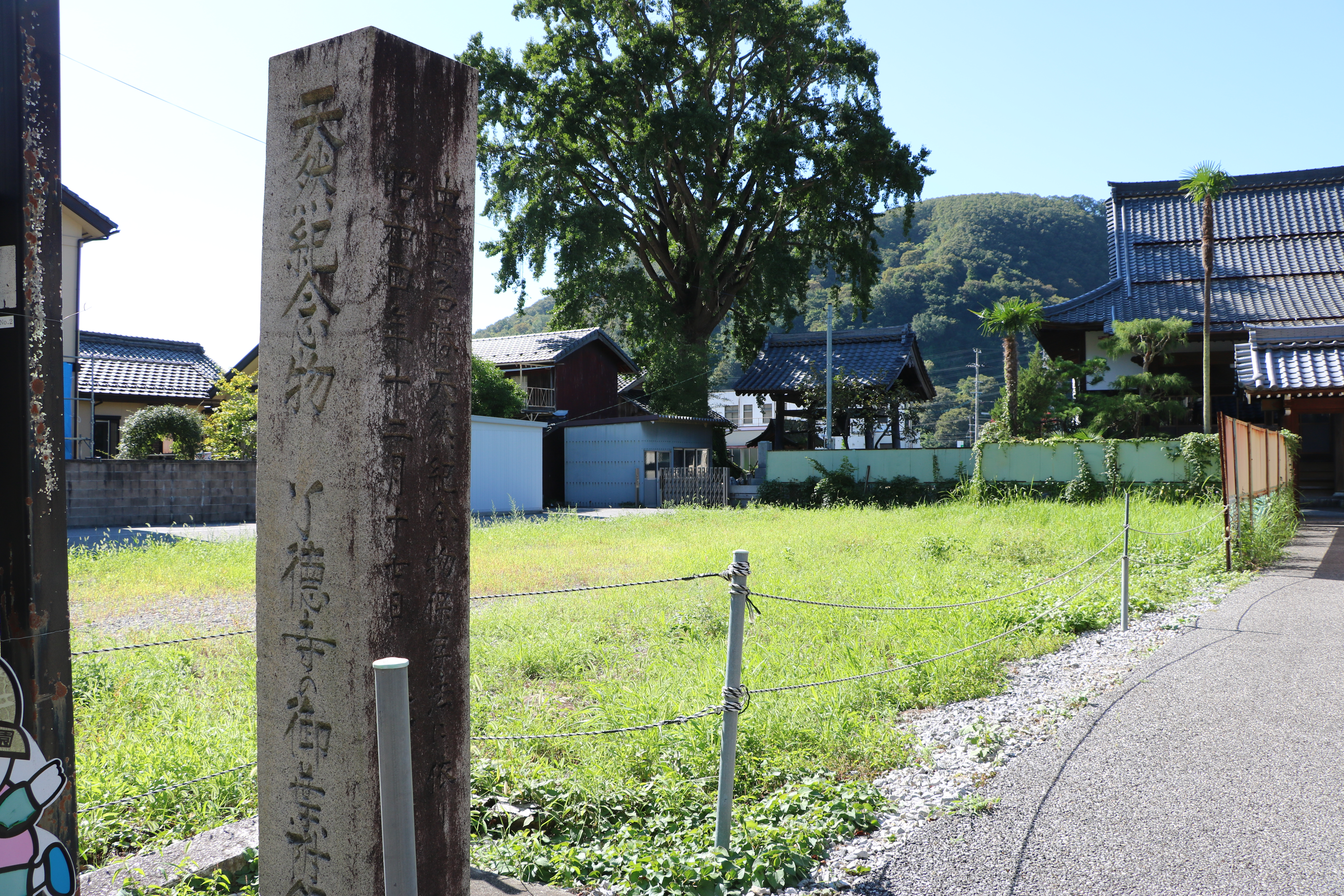
旧中山道に面して天然記念物指定石碑が建てられている。
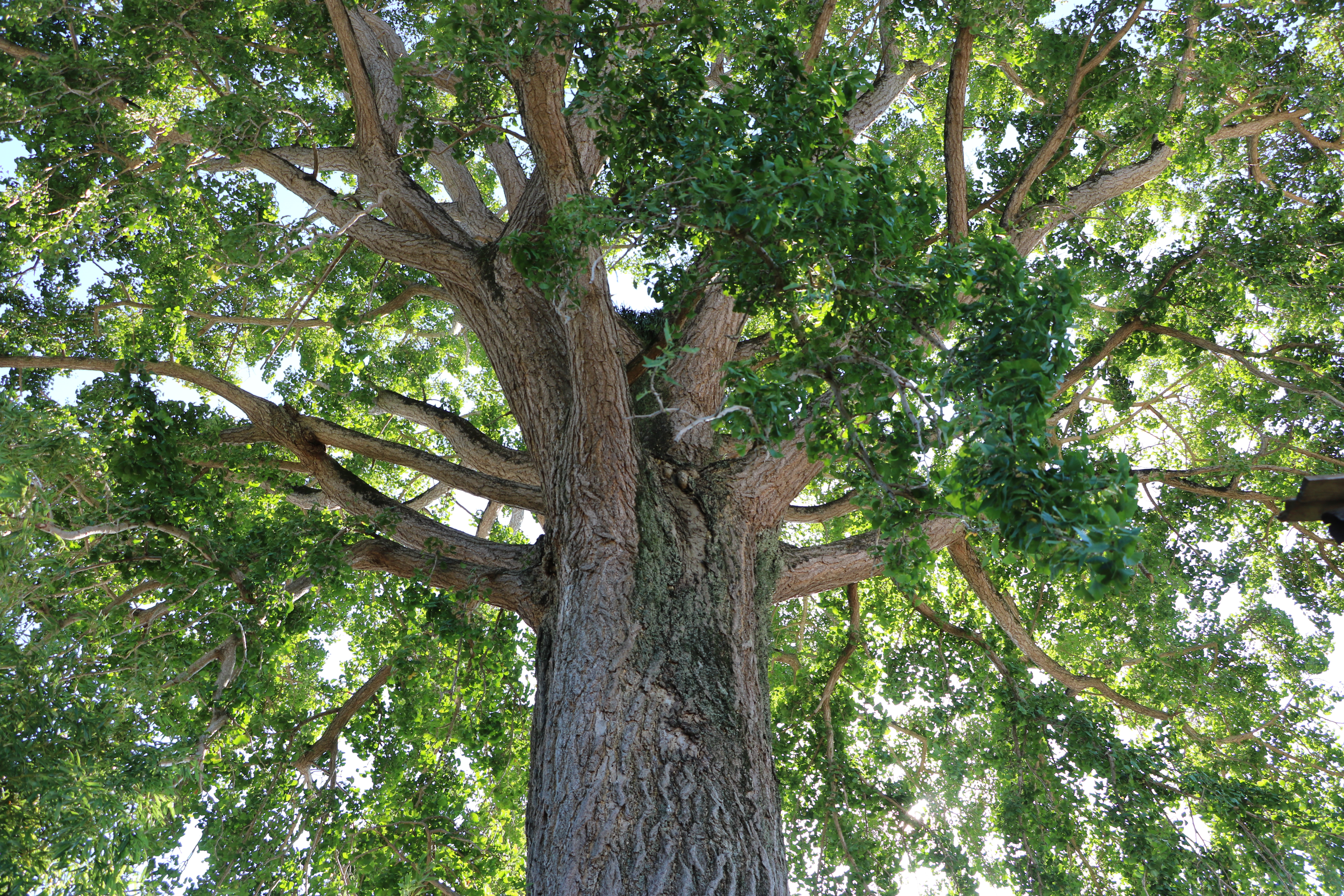
地上約8メートル付近から枝分かれしている。
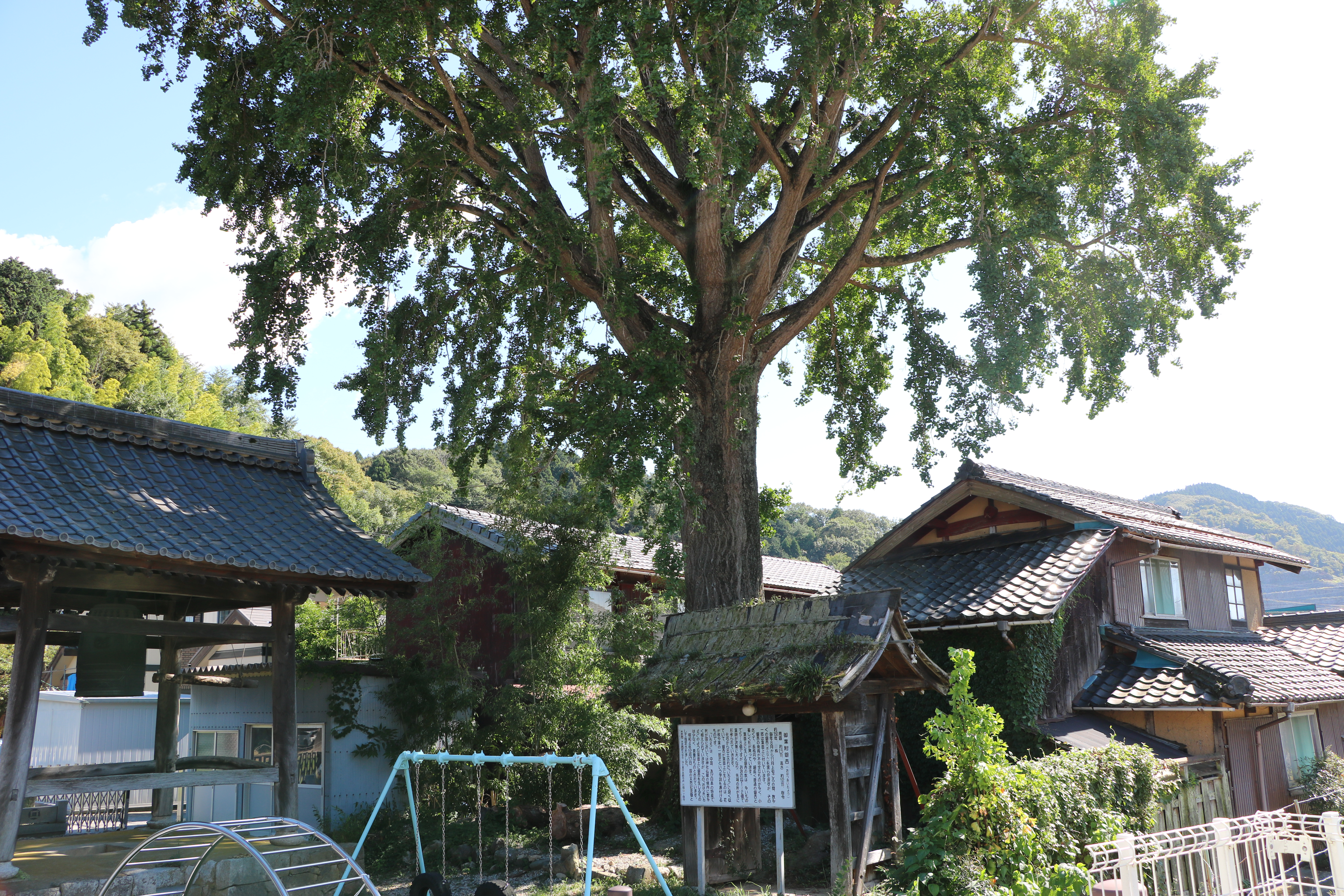
了徳寺境内西隅に生育している。

## 交通アクセス
所在地
- 滋賀県米原市醒井350[3][9]。

交通
- JR東海道本線醒ケ井駅下車。徒歩約5分[9]。
- 北陸自動車道米原インターチェンジより車で約5分[9]。